# Estádio Municipal de Braga
O Estádio Municipal de Braga (a "Pedreira") é um estádio de futebol situado na antiga freguesia de Dume, na cidade portuguesa de Braga. Projetado pelo Arquiteto português Eduardo Souto Moura (Prémio Pritzker 2011) e pelo Engenheiro português Rui Furtado (da empresa afaconsult), está inserido junto ao parque urbano implantado na encosta do Monte Castro, na periferia da área urbana de Braga, virado para o vale do Rio Cávado. O estádio é atualmente utilizado pelo Sporting Clube de Braga.

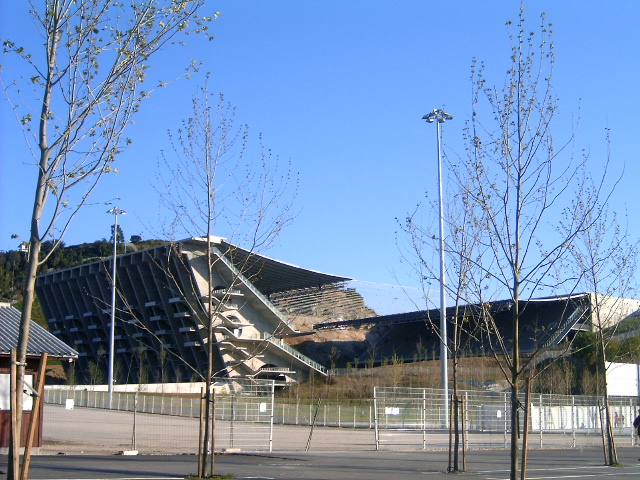
Vista Exterior do Estádio

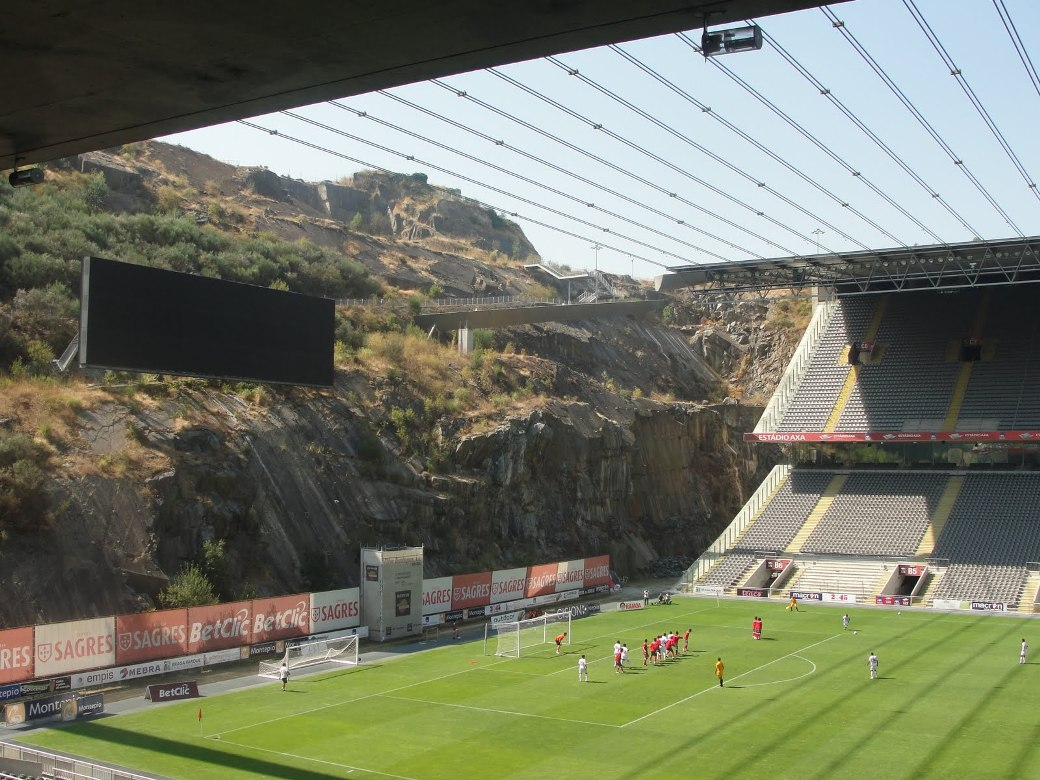
A face da pedreira e arquibancadas laterais, mostrando a cobertura em cordas de aço

O estádio tem capacidade para 30 286 espectadores tendo apenas duas bancadas laterais, sendo que os topos do estádio são constituídos pelo anfiteatros rupestres da encosta do monte. A cobertura assume como referência estilística "as pontes construídas pela civilização Inca", no Peru, de modo a iluminar a relva com luz natural, preservando assim a qualidade natural do relvado. Esta obra arquitetônica e de engenharia civil foi contemplada com o Prémio Secil em 2004 (Categoria Arquitetura), e em 2005 (Categoria Engenharia Civil), prémio este que distingue de dois em dois anos pares e de dois em dois anos ímpares, as mais significativas obras de arquitetura e engenharia realizadas nesse período. O jornal Financial Times, num artigo sobre os estádios britânicos, refere o Estádio como um dos quatro exemplos de beautiful grounds.
Em 9 de Julho de 2007, foi anunciado o acordo entre o Sporting Clube de Braga e a companhia de seguros AXA, na qual o estádio mudou de nome para Estádio AXA, a troco de cerca de 4.5 milhões de euros por ano a favor do SC Braga e não da câmara municipal seu proprietário. O acordo foi renovado por mais três anos até ao final da época 2013/14, voltando à sua designação anterior.

No primeiro trimestre de 2018 estão previstas arrancar obras de melhoramento orçadas em 3.4 milhões de euros.

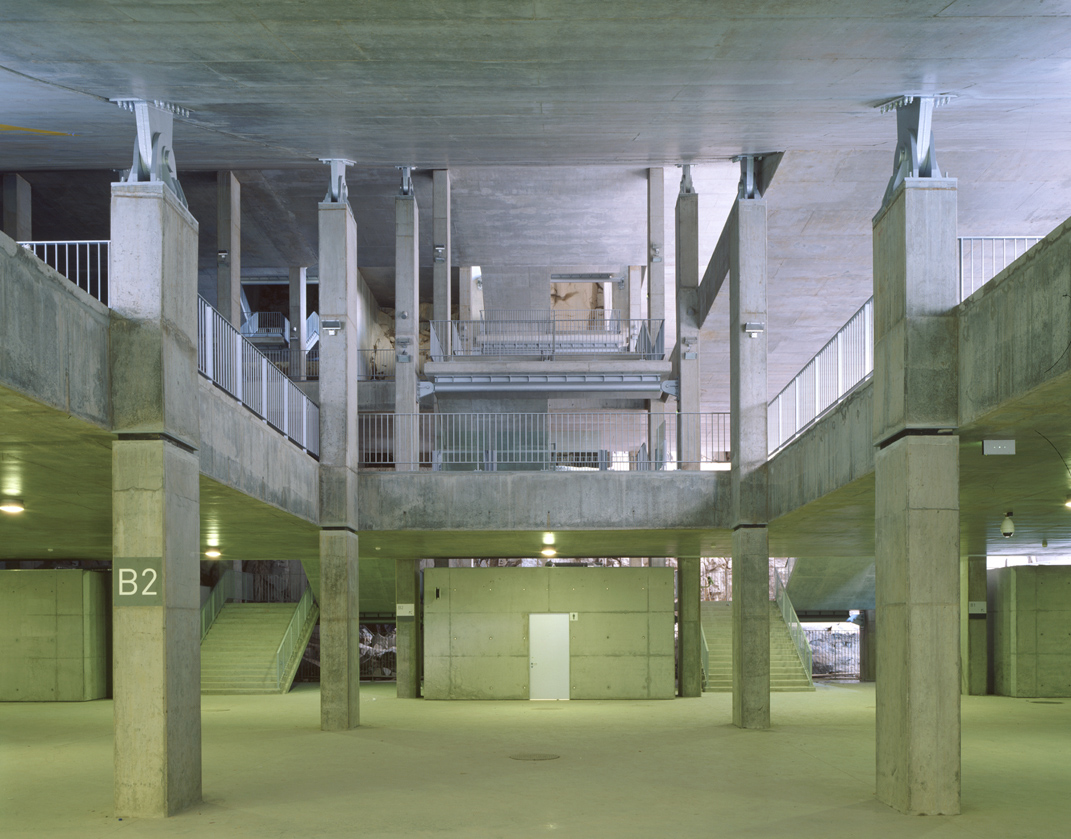
Vista da passarela e escadarias que atendem as arquibancadas.

## Ficha Técnica do Estádio
- Capacidade (Lugares sentados no total): 30 286 lugares[1]
- Público: 29.380
- Tribuna de honra: 99
- Lugares camarotes: 882
- Lugares deficientes motores: 32
- Espaços públicos (Total): 44
- Postos de comida e bebidas: 20
- Postos de primeiros socorros: 4
- Telefones públicos: 20
- Instalações sanitárias: 352
- Comunicação social (Total): 814
- Rádio & TV: 264
- Imprensa: 418
- Observadores: 132
- Espaços de apoio: 10.071 m²
- Espaço para a UEFA: 1.073 m²
- Estacionamento (Total): 7.224
- No recinto do estádio: 5.224
- Num raio de 1,5 km: 2.000
- Outros equipamentos:
  - Posto de polícia
  - Sala de segurança
  - Sala de controlo
  - Sala de bombeiros

## Construção
O estádio foi construído pela Soares da Costa e a ASSOC, um consórcio de sete empresas de Braga (Grupo Rodrigues e Névoa, Casais, DST, ABB, e três empresas que ficaram insolventes - Eusébios, J. Gomes e FDO).

## Custos

#### Projeto arquitetônico
O arquiteto responsável, Souto Moura recebeu 3,75 milhões pelo projeto. Em 2014 reclamou, da Câmara de Braga, mais três milhões de euros - quatro com os juros - de honorários a mais no projeto do estádio.
Em 2020 um tribunal condenou a Câmara de Braga a pagar mais 4,9 milhões de euros ao arquiteto.

#### Custo de obra
O custo estimado para o projeto inicial, que era de 29 milhões e 900 mil euros, no final o custo total das obras quase que chegou aos 200 milhões de euros.
Entre 2013 e 2021, a câmara de Braga pagou quase 80 milhões de euros.
Em 28 de outubro de 2022, a Câmara de Braga aprovou o pagamento de 4,5 milhões de euros com o consórcio de empresas que construiu o estádio, face à execução de sentenças judiciais interpostas pelas construtoras reclamando pelo pagamento de trabalhos a mais na empreitada. A construção do recinto desportivo sofreu vários atrasos na sua fase inicial, devidos essencialmente a derrapagens temporais na empreitada anterior de escavação do local da obra e de entrega de elementos de projeto de execução.
Em maio de 2024, 20 anos após a sua construção, a dívida da Câmara de Braga é ainda de 5 milhões de euros. A Câmara admite alienar o estádio devido à dificuldade em rentabilizar comercialmente, comprometendo a sustentabilidade financeira.

## Encargos Anuais
O estádio impõe à câmara encargos anuais de mais de 13 milhões de euros, seja com o pagamento do próprio estádio, seja com as prestações à sociedade (parceria público privada) que trata dos relvados e equipamentos desportivos.
A Câmara de Braga planeou fazer, após as eleições legislativas de outubro de 2019, um referendo local para perguntar aos munícipes se aceitam a venda do estádio.
A venda permitiria estancar o fluxo de verbas para pagar o custo da construção do estádio, que custou 165 milhões, dos quais falta pagar cerca de 30, mais 18 milhões de processos judiciais em curso ou já em execução.
A venda do estádio permitiria investir na recuperação integral do Estádio 1.º de Maio o que seria uma alternativa para alojar o Sporting Clube de Braga.
Em Abril de 2020, a Câmara de Braga desistiu da ideia de fazer um referendo sobre a venda do Estádio Municipal, adiando esse escrutínio para as eleições autárquicas de 2021.
A coligação incluiu a venda do estádio no programa eleitoral para as autárquicas de 2021.

## Eventos Culturais
- Em 2004, o grupo irlandês The Corrs se apresentou no estádio.[15]
- A Universidade do Minho usou a alameda do estádio para sediar o festival Enterro da Gata.
- A última edição da Minho Campus Party ocorreu no Estádio de Braga, em 2004.[16]

## Eventos Desportivos

### Campeonato Europeu de Futebol de 2004
Construído para o torneio UEFA Euro 2004, este recinto acolheu 2 jogos da fase de grupos.
| Data          | Resultados    | Resultados | Resultados | Ronda   | Espectadores |
| ------------- | ------------- | ---------- | ---------- | ------- | ------------ |
| 18 Junho 2004 | Bulgária      | 0–2        | Dinamarca  | Grupo C | 24.131       |
| 23 Junho 2004 | Países Baixos | 3–0        | Letónia    | Grupo D | 27.904       |

### Jogos Internacionais da Seleção Nacional
| Data       | Resultado | Oponente   | Oponente   | Competição                                                 | Espectadores |
| ---------- | --------- | ---------- | ---------- | ---------------------------------------------------------- | ------------ |
| 31/03/2004 | 1–2       | Itália     | Itália     | Partida amistosa                                           | 25.000       |
| 15/10/2008 | 0–0       | Albânia    | Albânia    | Eliminatórias da Copa do Mundo FIFA de 2010                | 29.500       |
| 11/09/2012 | 3–0       | Azerbaijão | Azerbeijão | Eliminatórias da Copa do Mundo FIFA de 2014                | 29.971       |
| 08/10/2015 | 1–0       | Dinamarca  | Dinamarca  | Qualificações para o Campeonato Europeu de Futebol de 2016 | 29.860       |
| 28/05/2018 | 2–2       | Tunísia    | Tunísia    | Partida amistosa                                           | 17.220       |
| 27/09/2022 | 0–1       | Espanha    | Espanha    | Liga das Nações da UEFA de 2022–23                         | 28.196       |

### Taça da Liga
Foram aqui disputas 3 edições da Final Four da Taça da Liga.
- Final da Taça da Liga de 2017-18
- Final da Taça da Liga de 2018–19
- Final da Taça da Liga de 2019–20